# Archibalds Point (hrabstwo Pictou)
Archibalds Point (do 24 marca 1976 Sandies Point) – przylądek (point) w kanadyjskiej prowincji Nowa Szkocja, w hrabstwie Pictou (45°47′29″N, 63°06′34″W), wysunięty w zatokę Amet Sound, na jej północno-wschodnim brzegu; nazwa Sandies Point urzędowo zatwierdzona 6 maja 1947.